# Kostel svatého Jiří (Horní Slavkov)
Kostel svatého Jiří je římskokatolický, v minulosti farní kostel v Horním Slavkově v okrese Sokolov v Karlovarském kraji. Od roku 1963 je kostel spolu s gotickou zvonicí z roku 1540, přestavěnou roku 1686, ohradní zdí a hřbitovem chráněn jako kulturní památka České republiky. V blízkosti kostela se nachází další památkově chráněné objekty. Před bývalým děkanstvím u schodiště ke kostelu to je gotická kamenná Häslerova (též Hässlerova či Hasslerova) zádušní svítilna, jedna z nejcennějších památek města. Východně od hřbitova stojí kaple Božího Těla z roku 1736.

## Historie
Kostel zasvěcený svatému Jiří je pozdně gotická stavba, jež vznikla asi na místě staršího kostela či kaple. Německá literatura uvádí, že zde stál pozdně románský kostelík již v roce 1242. Česká literatura hovoří, že svatostánek byl založen současně s městečkem kolem roku 1333. První písemná zmínka o kostele je z roku 1380. Objevuje se i údaj o tom, že kostel byl již roku 1350 rozšiřován. Velká přestavba se provedla v letech 1515 až 1523. Tuto přestavbu financoval Jan Pluh z Rabštejna. Byla postavena velká loď a dvě věže. Již od počátku se kostel plánoval s tím, bude plnit rovněž úlohu městské pevnosti, a proto se kostel stavěl se silnou ohradní zdí podkovovitou baštou. Zaklenutím presbytáře byla dokončena výstavby kostela dokončena, podle nápisu nejspíše roku 1525. Za tímto obranným systémem byla roku 1593 postavena velká hranolová zvonice, neboť severní věž již v této době měla statické problémy. Zvonice v době dokončení stála ještě mimo areál hřbitova. Součástí hřbitova se stala až v polovině 19. století. K další změně vzhledu kostela došlo v letech 1658 až 1659. V té době bylo k západní věži přistavěno osmiboké patro. Roku 1728 byl v jižní baště zřízen žalář. K úpravám kostela došlo ve druhé polovině 18. století, kdy část stavby byla barokizována. Stará kostelní věž na severní straně byla roku 1784 snesena do výšky lodi a přestavěna byla i západní věž. Poslední rozsáhlá přestavba kostela je z roku 1903, kdy došlo k odstranění horní empory.
Roku 1945 postihl Horní Slavkov i kostel tragický osud. Kostel byl postupně devastován a vykrádán. V odpoledních hodinách v sobotu 14. březnu 1964 zasáhl kostel oheň. Oheň začala hasit požární jednotka ze Sokolova, slavkovským hasičům se nepodařilo nastartovat hasičský vůz. Při požáru shořela střecha nad presbytářem a zbortila se sanktusová vížka. Nezájem odpovědných institucí o opravu je dokladem toho, jak se tehdejší společnost chovala ke kulturnímu dědictví. Neochota opravit sakrální památku způsobila, že kostel dostal provizorní střechu až po dvou letech a oprava celé střechy začala až roku 1977. Do kostela zatékalo, fresky byly poškozeny a dřevěné konstrukce začaly hnít. Z odložených trámů ze shořelého krovu se podařilo zjistit stáří dřeva, stromy byly káceny v letech 1521 až 1523. Roku 1976 došlo vandalstvím ke zničení barokních varhan od varhanářů Adama a Vinzenze Gartnerů z Tachova. K vzácným památkám náležel také kovaný rokokový kříž na kamenném soklu, který stával před vstupem do sakristie.
Na počátku 21. století byl stav památky v důsledku absence její údržby značně neuspokojivý. Tento stav vyžadoval celkovou obnovu objektu, včetně kompletního restaurování zdevastovaného interiéru. V roce 2009 se stalo vlastníkem kostela město a od té doby investuje každým rokem do jeho rekonstrukce přes milion korun.
Kostel postupně prochází rekonstrukcí, v sezóně je pro veřejnost zpřístupněna hlavní hranolová věž s výhledem na město a jeho okolí. V roce 2016 nechalo město Horní Slavkov opravit čtyři vitráže, z celkových čtrnácti. Restaurování vitráží bylo dokončeno v roce 2018. Opravy částečně financované z dotace programu Restart pokračují. Z celkových nákladů, které jsou zhruba 23 milionů korun, pokryje dotace necelou polovinu.

## Architektura
Dnešní kostel je jednolodní orientovaná stavba s rozlehlým a nezvykle protáhlým polygonálně uzavřeným presbytářem, podepřeným opěrnými pilíři a s vysokými okny. Sakristie na severní straně je pozůstatkem snesené středověké věže. K severovýchodní straně presbytáře přiléhá ještě novější přístavba s oratoří, mladší je rovněž současná přístavba v délce severní strany lodi, ve které je vchod do kostela, rámovaný pozdně gotickým portálem. Při jihozápadním boku presbytáře se nachází půlkruhově ukončená kaple. Věž při západním průčelí je v horní části osmiboká, v minulosti se zbytky dřevěných krakorců z původního ochozu. Věž je zakončena barokní bání s lucernou, nad presbytářem se vypíná malá sanktusová vížka.

## Interiér a vybavení
Původně plochý strop lodi, nyní tvoří valená klenba s párovými trojbokými výsečemi. Je příčně dělená příporami, jež jsou svedeny nad hlavice pozdně barokních pilastrů. Vrcholy přípor zdobí štukové rozety. Při stavebních úpravách z let 1783 až 1786 byl zbořen pozdně gotický triumfální oblouk. Ten byl zvětšen a znovu vyzděn. Loď je po třech stranách lemována emporou, na jižní straně podklenuta zděnou arkádou, prostor pod emporou je valeně klenut s trojbokými výsečemi v rytmu arkád. Tribuny byly opatřeny dřevěným balustrovým zábradlím. Druhé patro empory postavené roku 1814, bylo roku 1903 odstraněno. Presbytář je dělen na dvě části barokní balustrovou chórovou přepážkou a je zaklenut pozdně gotickou síťovou klenbou na pětibokých konzolových příporách. Hlavní klenák nese velký polychromovaný erb Pluhů z Rabštejna. Sakristie je zaklenuta valeně a v patře křížově. Významnou pozdně gotickou památkou kostela je hlavní krov lodi. Hlavní oltář býval chloubou kostela. Podoba oltáře z roku 1665 je vidět na silně poškozené fresce z doby kolem roku 1736, která se nachází v kapli Božího těla. Malba zobrazuje jednoduchou sloupovou architekturu s obrazem Nejsvětější Trojice s postavou Panny Marie. Ve frontonu je polychromovaná socha svatého Jiří. Další sochy světců stály rovněž na tabernáklu a po stranách retabula. Tento oltář byl nahrazen roku 1784. Na vrcholu stála dřevěná socha Boha Otce, jenž shlíží na utrpení svého Syna. Na konzolách před predelou byly umístěny barokní sochy Matky Bolestné a sv. Jana Evangelisty, na tabernáklu stála socha Krista, v určité době také Panna Maria, ale nejčastěji svatý Jiří z původního oltáře. Také oltářní mensa a tabernákl byly vysoce hodnotným uměleckým dílem. Menzu zdobil reliéf Večeře v Emauzích, po stranách byly reliéfy s biblickými výjevy. Vysokou kvalitu měl barokní krucifix, nejimpozantnější umělecké dílo nejenom oltáře, ale celého kostela. Je znám nejen autor řezby, ale také souvislosti, jak se dílo dostalo do Horního Slavkova. Na počátku stál Celestýn Werner, rodák z Horního Slavkova a poslední opat kláštera v Plasech. Tři roky před tím, než byl roku 1785 dekretem císaře Josefa II. cisterciácký klášter definitivně zrušen, věnoval opat Werner roku 1782 děkanskému kostelu v Horním Slavkově tento krucifix, řezbářské dílo Matyáše Bernarda Brauna z roku 1720. Socha vysoká přes 300 centimetrů a s rozpětím paží 250 centimetrů je jedním ze tří plaských Braunových krucifixů. Soše hrozila zkáza a proto byla po roce 1990 ze zdevastovaného kostela odvezena a následně zrestaurována v Národní galerii v Praze, kde je součástí trvalé expozice. Samotný oltář byl během desetiletí po druhé světové válce zničen a umělecká díla až na výjimky rozkradena. Krucifix však nebyl od samého počátku umístěn na hlavním oltáři. Například v roce 1874 bylo dle inventáře na tomto oltáři plátno se svatým Jiří, dílo bečovského malíře Christiana Leibelta z roku 1678. Na olejomalbě je zobrazen svatý Jiří jakožto drakobijce v ikonograficky ustáleném pojetí, v zadním plánu kompozice je vpravo namalován celkem věrně děkanský kostel sv. Jiří ve své původní podobě, tedy před radikální přestavbou. Velkoformátový obraz byl nalezen v zuboženém stavu na půdě sokolovského zámku a hned po restaurování byl roku 1994 umístěn do stálé expozice muzea v Sokolově. Kromě hlavního oltáře se v lodi nacházely další čtyři díla Franze Martinera z tyrolského Grödnertalu. Při evangelní straně stál oltář Panny Marie, při epištolní sv. Josefa. Oltáře byly instalovány roku 1903. Podle inventáře byly roku 1763 v kostele následující oltáře Panny Marie Bolestné, Jezulátka, Panny Marie Škapulířové a Panny Marie Chlumské. Ví se, že jeden z těchto oltářů byl pořízen roku 1669, další oltář, Panny Marie Škapulířové, byl v lodi postaven kolem roku 1684 a obraz do retabula namaloval roku 1684 bečovský malíř Christian Leibelt. Literatura uvádí ještě oltář sv. Josefa z roku 1790 s tím, že dle jiných pramenů byl tento oltář roku 1797 přivezen z nejmenovaného zrušeného kláštera. Umělecky hodnotnou byla polychromovaná a zlacená barokní kazatelna s bohatou figurální i ornamentální výzdobou. Pocházela z dílny loketského sochaře Johanna Wildta. Nahradila tak původní kazatelnu z roku 1666.

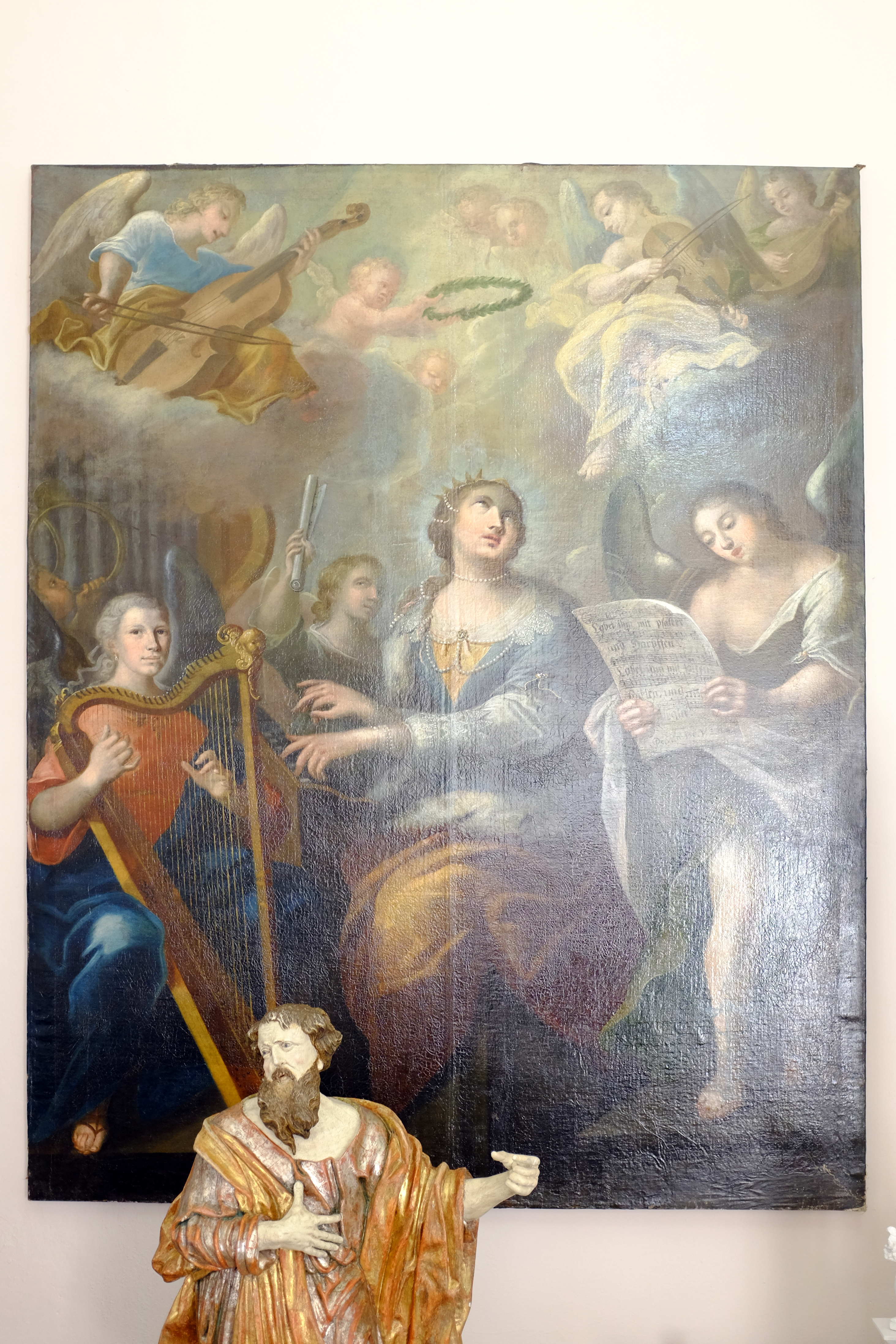
Oltářní plátno sv. Cecílie s anděly

Mezi nejstarší a umělecky nejhodnotnější díla náleží několik artefaktů. Předně v lodi umístěná renesanční kamenná kropenka s ornamentálními reliéfy z první poloviny 16. století. Další pozdně gotická kropenka z doby krátce po roce 1500 se nacházela v přízemí věže. Umělecky hodnotnou byla i kamenná křtitelnice z roku 1581. Z křtitelnice se zachovalo pouze kamenné torzo středověké části. V přízemí věže se nacházelo uskupení Olivetské hory, modlící se Kristus a spící apoštolově sv. Petr, sv. Jan a sv. Jakub. Dnes je toto sousoší v expozici Muzea církevního umění plzeňské diecéze v Plzni. V rohu mezi hřbitovní zdí a bývalým děkanstvím stávalo v mohutném portálu barokní sousoší Kalvárie z roku 1666. Dřevěné sochy v nadživotní velikosti, jež byly na svém místě ještě v šedesátých letech 20. století, nebyly udržovány a byly jim dokonce uřezány hlavy. Jejich stav ukazuje fotografie z roku 1994, kdy byly po požáru uskladněny s dalšími artefakty. Nejstarším malířským dílem kostela sv. Jiří jsou fresky v klenbě presbytáře. Ty byly odhaleny po požáru roku 1964, kdy opadla omítka s barokními malbami a s malbami z roku 1903. Na základě indicií lze odhadnout, že fresková výzdoba vznikala nejspíše v letech 1528 až 1532. Pozdější malířské výzdoby kostela jsou spjaty s místním děkanem Johannem Jakobem Höffnerem, který nechal v letech 1725 až 1728 provést některé barokní úpravy.
Nejvýznamnější malíř regionu své doby Eliáš Dollhopf namaloval pro kostel roku 1768 rozměrné oltářní plátno sv. Cecílie s anděly. Na obraze zaujme postava harfenistky, která zobrazuje Marii Annu Sophii Dollhopfovou, dceru malíře.
Malba se nacházela v žalostném stavu, zachránilo ji restaurování. Obraz je umístěn v expozici sokolovského muzea. Před požárem roku 1964 se v kostele nacházelo několik dalších barokních obrazů, většina z nich byla ukradena nebo zničena. Vitrážová okna v interiéru pocházejí z přelomu 19. a 20. století.

## Náhrobníky
Historická literatura se zmiňuje o celkem 14 kamenných nebo bronzových renesančních náhrobníků a jednom malovaném epitafu, které byly v interiéru, nebo při venkovních zdech kostela. Při rekonstrukci kostela roku 1903 byly některé náhrobníky vyzvednuty a osazeny na novém místě. V současné době nejsou dohledatelné dva náhrobníky, původně umístěné ve schodišti západní věže. Oním malovaným epitafem je epitaf Andrease Oelhanse, dílo renesančního německého malíře Augusta Corda. Malba na dřevě z roku 1581 představuje klečícího Oelhanse před vzkříšeným Kristem. Téměř jednu třetinu výšky obrazu zaujímá latinský epigraf na zemřelého. Dílo je datované a signované. Původně byl epitaf umístěn na severní straně presbytáře, později sakristii. Nyní se dílo nachází v expozici muzea v Horním Slavkově. U hlavního oltáře se nacházejí tři náhrobníky. Na evangelní straně Jakoba Lipperdta staršího z roku 1565, který byl doplněn bronzovým krucifixem. Kovové části této památky jsou však nezvěstné. Náhrobník je v kostele od roku 1926, původně byl umístěn v západní zdi hřbitova. Dalším je náhrobník prvního správce horního řádu v Horním Slavkově, Hanse Elpognera z Krásna. Na epištolní straně je ve zdi náhrobník z červeného mramoru z roku 1551. V blízkosti kazatelny se v podlaze nachází dvoudílný mramorový náhrobek s heraldickou výzdobou. Jeden renesanční náhrobník z 16. století je umístěn v podlaze za oltářní menzou. Je silně ochozený, nečitelný a je na něm erb Pluhů z Rabštejna. Další náhrobník z 16. století býval ve zdi u vchodu ke schodišti věže, zachoval se pouze jeho fragment. Nyní se nachází mimo interiér kostela. Při severní zdi kostela je ve zdi mramorový náhrobník slavkovského purkmistra Hanse Köppela. Norimberskou prací je umělecky hodnotný bronzový epitaf z roku 1607, původně byl při západní hřbitovní zdi, v současné době je v expozici muzea v Horním Slavkově. Ve vnější severní hřbitovní zdi je náhrobník Georga Häslera, správce Horního úřadu, který zemřel roku 1561. Původně se nacházel v místech, kde byla v 17. století vystavěna oratoř. Náhrobník byl vyzvednut z hrobu a osazen do hřbitovní zdi.

## Hřbitov a děkanství
V areálu hřbitova se kromě cenných náhrobků na kostelní zdi nachází zajímavý honosný náhrobek v klasicistním stylu spolumajitele porcelánky Johanna Georga Lipperta a dva novogotické náhrobky rodiny Möhling, příbuzných Lippertů. Zajímavé jsou mnohé secesní náhrobky. Na hřbitově se nachází také pomník padlým v první světové válce se 13 jmény. U vstupní brány hřbitova je novodobý pomník obětem totality, připomínka politických vězňů, kteří pracovali v uranových dolech. Součástí památníku je pamětní deska se jmény pěti vězňů zastřelených při pokusu o útěk dne 14. 10. 1951. Zajímavá je kompletně dochovaná pozdně gotická zvonice na hřbitově. Byla postavena kolem roku 1540 na vyvýšenině nad hřbitovem. Původně stála osamoceně, součástí hřbitovní zdi se stala až v polovině 19. století při rozšiřování hřbitova. Jedná se o hranolovou stavbu z kamenného zdiva, s vysokou střechou ukončenou barokní lucernou.
Děkanství u kostela je patrová obdélníková barokní budova s mansardovou střechou. Budova byla postavena v letech 1755 až 1756 stavitelem J. Pöpperlem z Horního Slavkova. V interiéru jsou valené klenby s pětibokými výsečemi a plochostropé prostory s bohatým štukováním. Po roce 1945 byl však objekt opuštěn a postupně chátral. Střecha byla v 90. letech 20. století opravena, budova je však ve špatném stavu. Vedle budovy děkanství se v nice hřbitovní zdi nacházela skupina Ukřižování Krista z roku 1666. Ta je však zničená. Před budovou děkanství stojí zádušní svítilna, jedna z nejcennějších výtvarných památek Horního Slavkova. Pochází z 1. poloviny 16. století. Jedná se o vzácné pozdně gotické kamenické sochařské dílo. Původně byla náhrobním sloupem se zádušním světlem na hřbitově. Na své nynější místo byla přemístěna kolem roku 1685. Na její původní účel se pozapomnělo a do povědomí veřejnosti se dostalo chybné označení Boží muka.

## Galerie

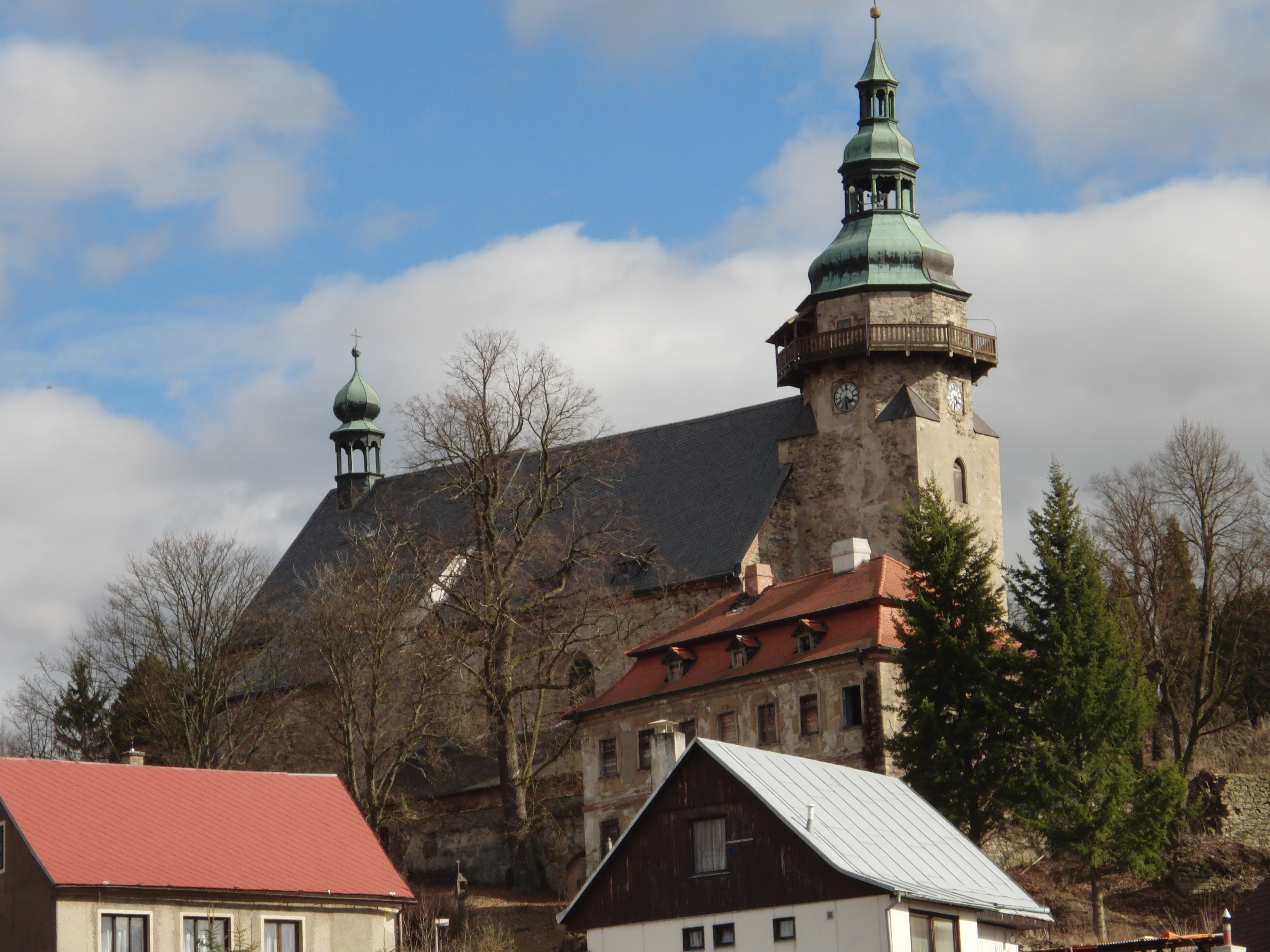
Kostel a děkanství
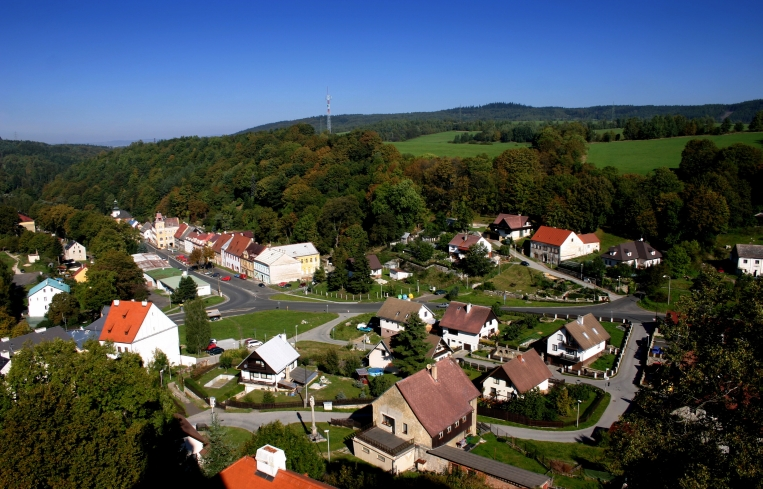
Pohled z věže kostela
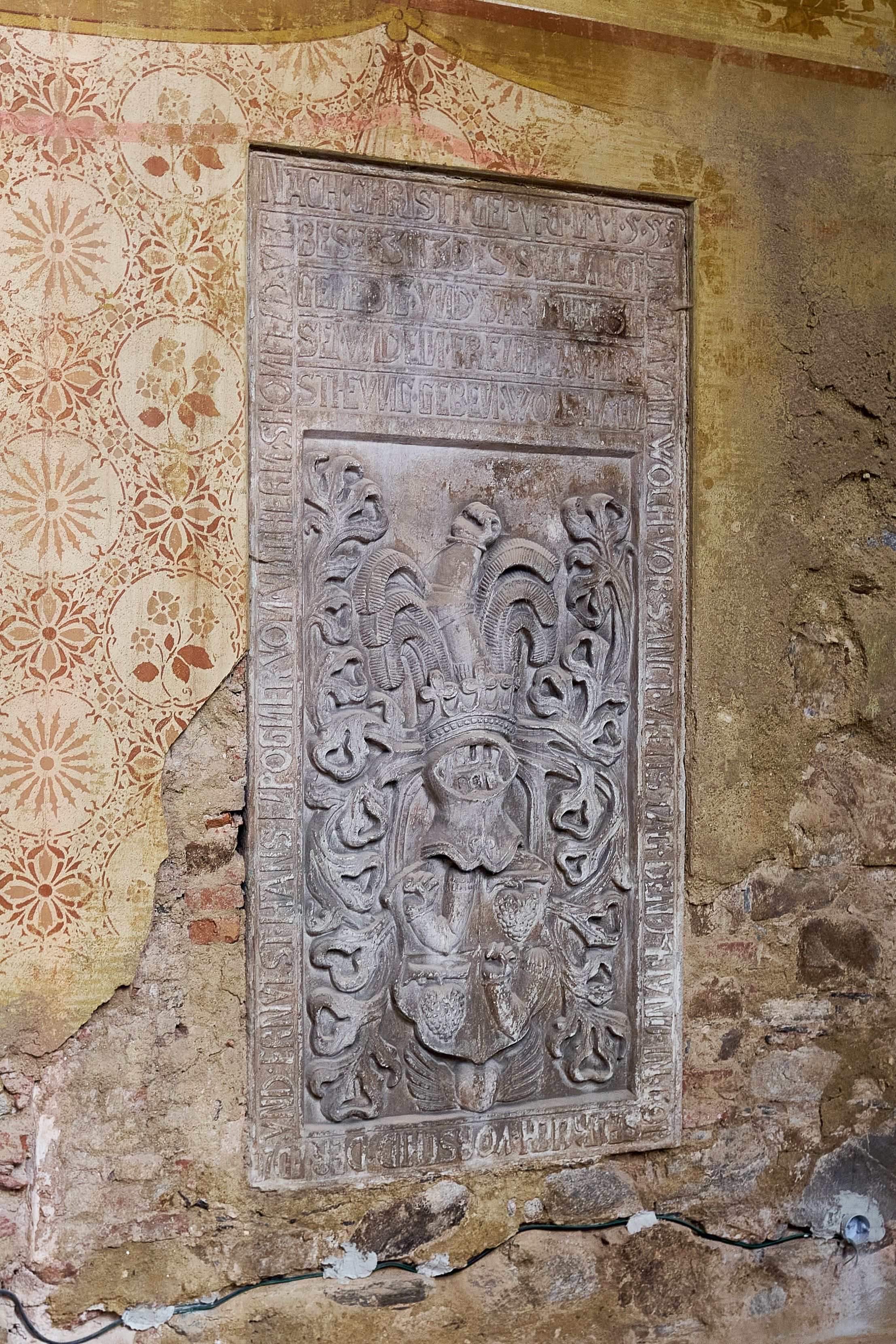
Náhrobník Hanse Elpognera († 1559)
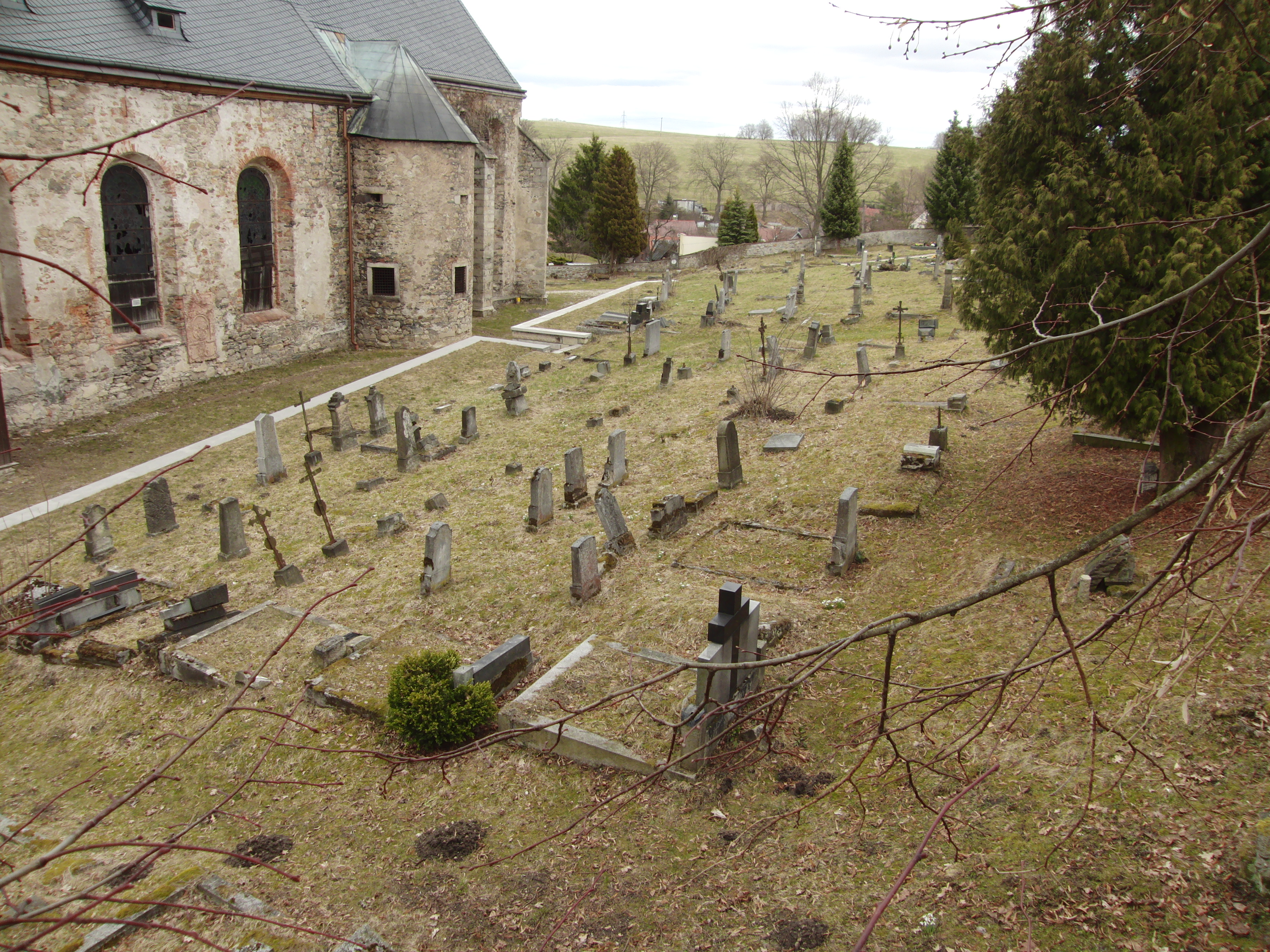
Hřbitov
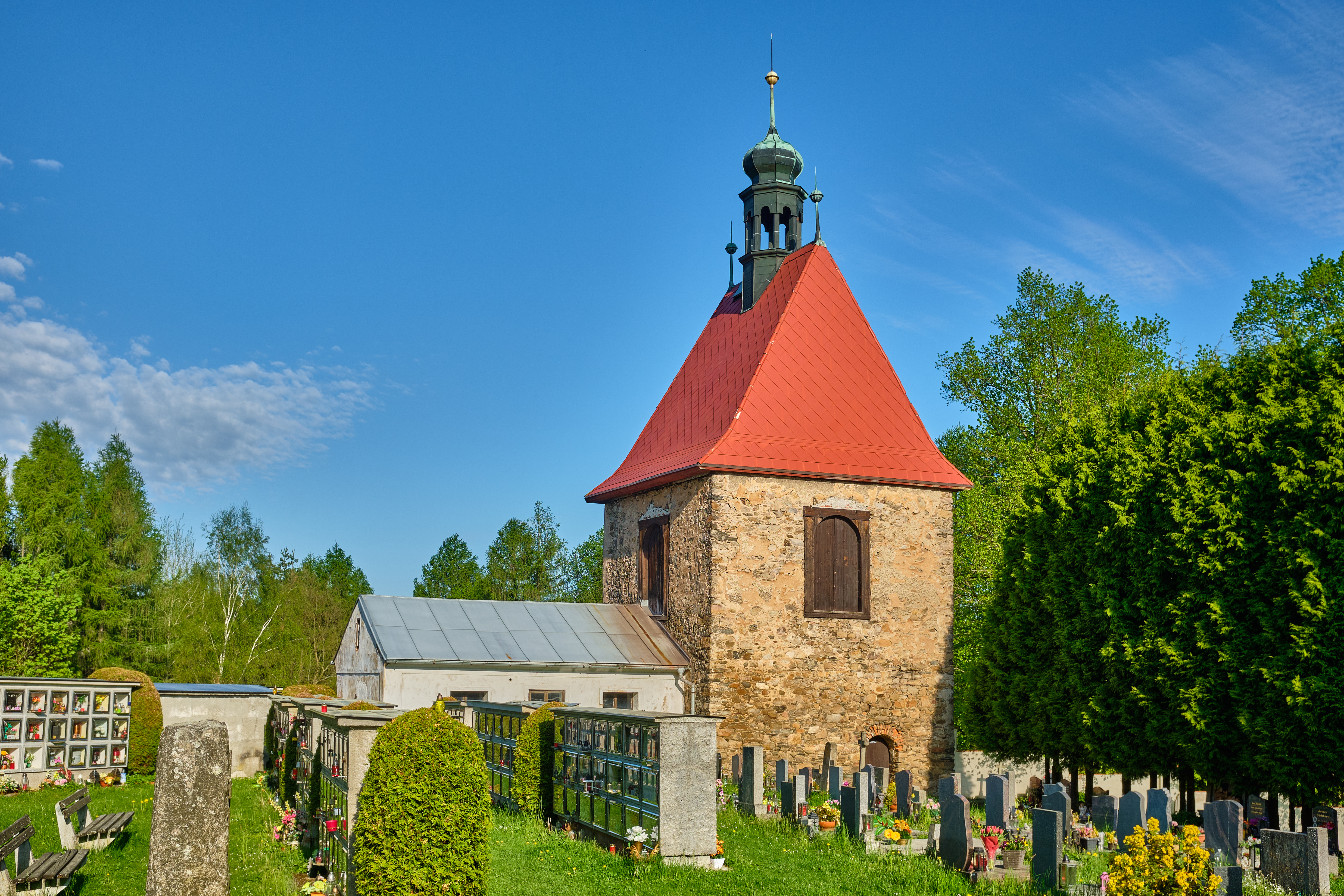
Zvonice
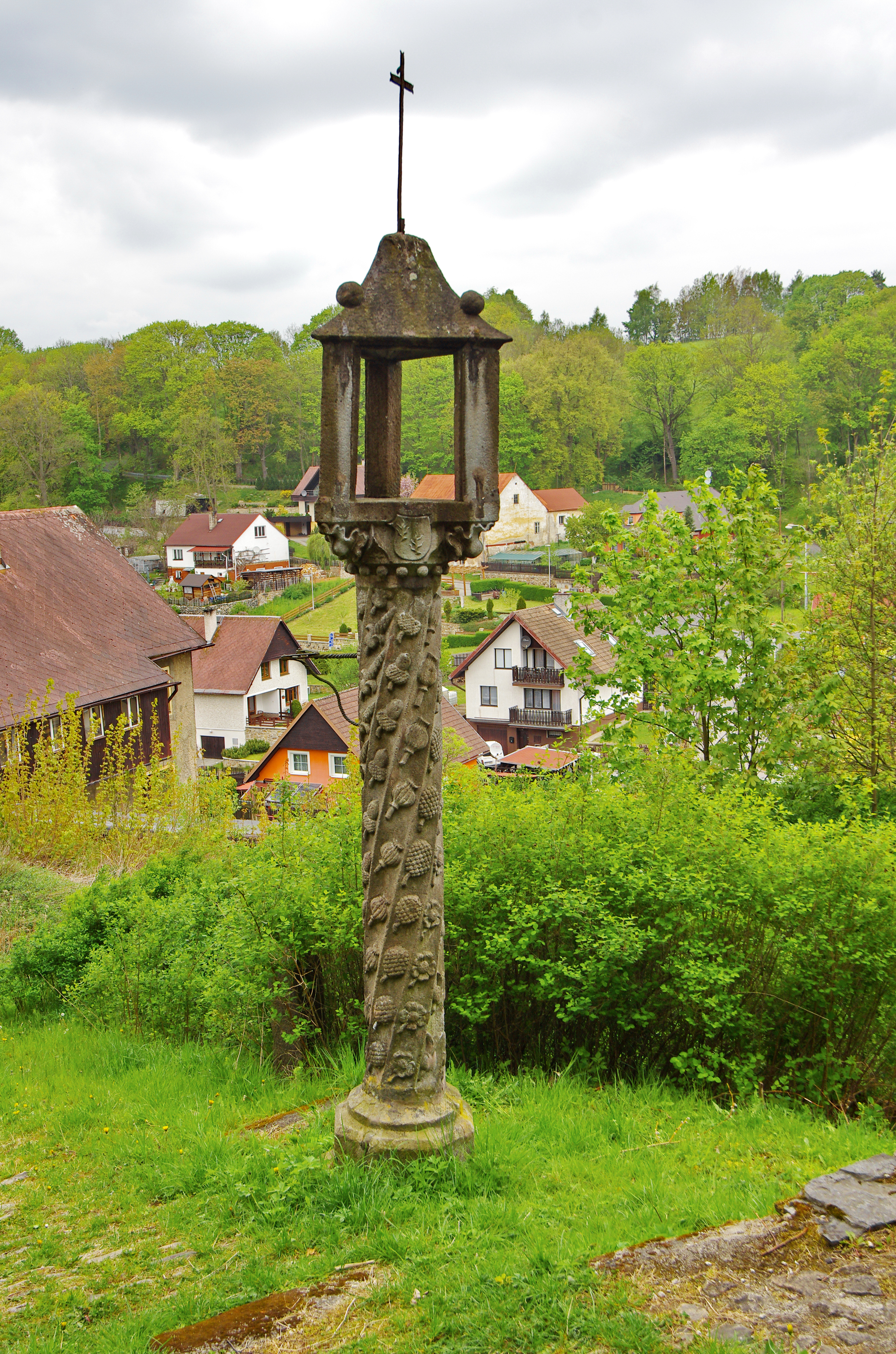
Zádušní svítilna
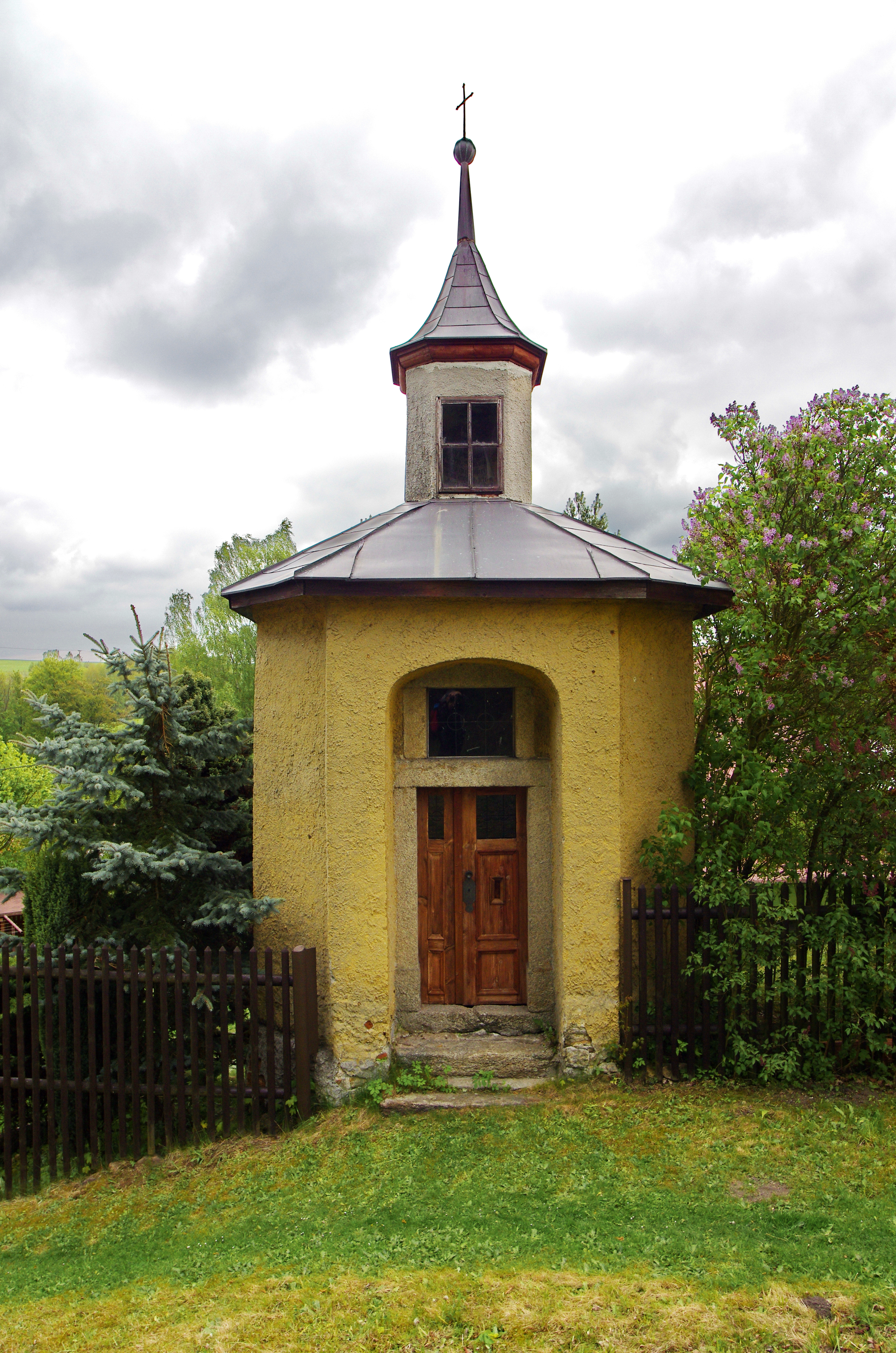
Kaple Božího Těla
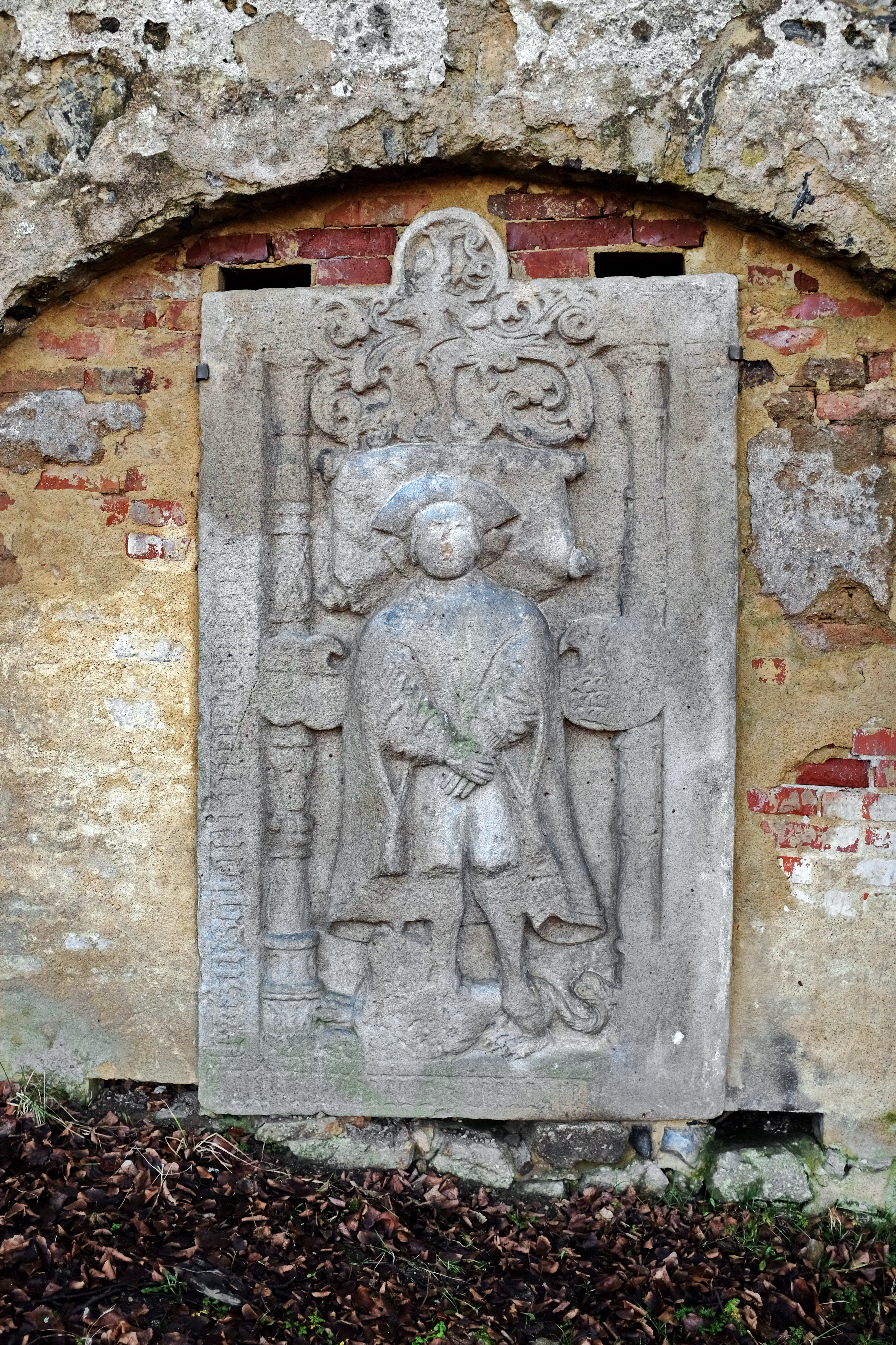
Náhrobník G. Hasslera
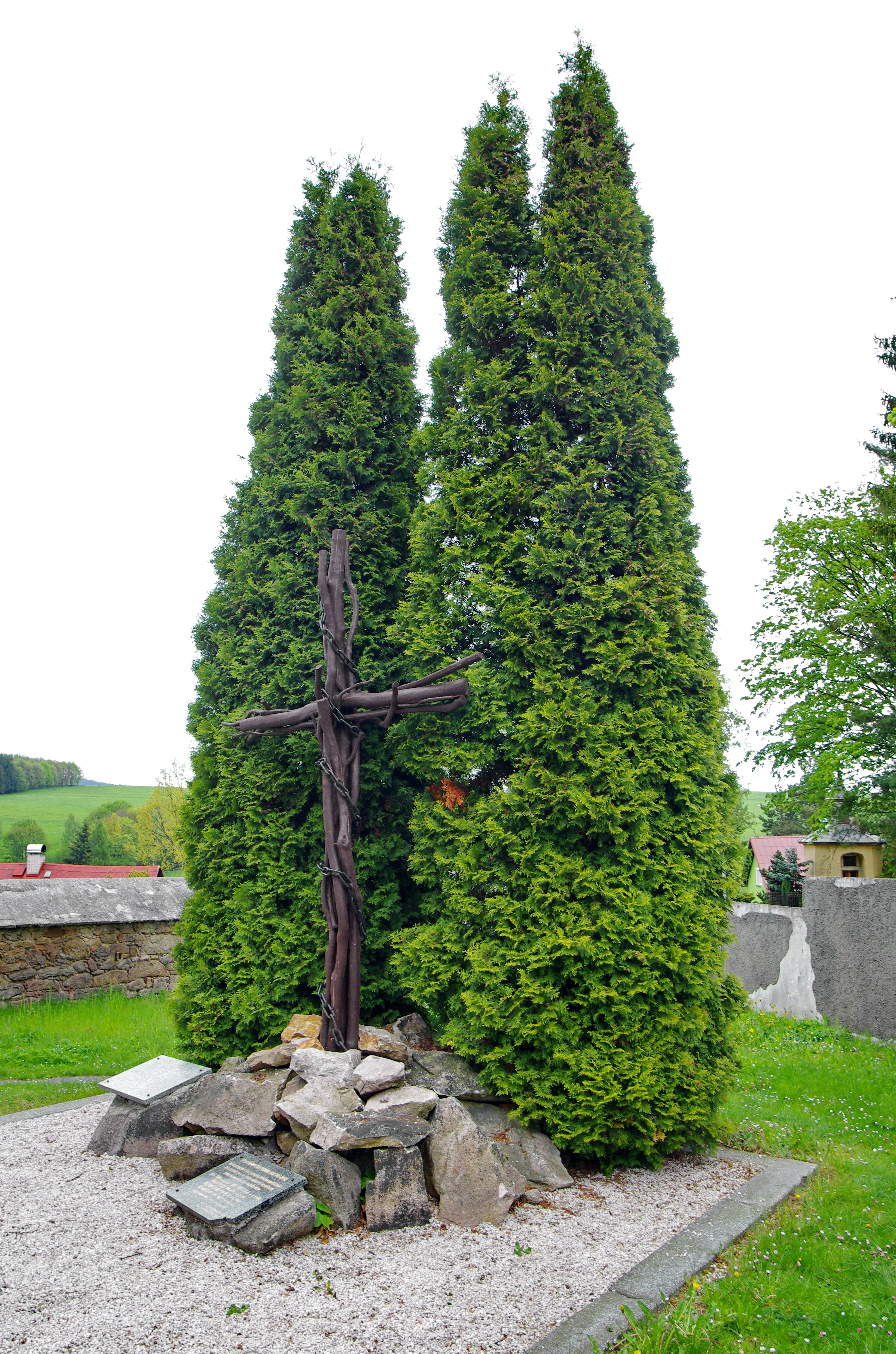
Kříž politických vězňů